# Camponotus villosus
Camponotus villosus é uma espécie de inseto do gênero Camponotus, pertencente à família Formicidae.